# Seniorenticket
Seniorentickets sind im ÖPNV und im Fernverkehr zu einem günstigen Sondertarif angebotene Fahrkarten für Fahrgäste mit einem gewissen Mindestalter, das je nach dem anbietenden Verkehrsverbund meist zwischen 60 und 65 Jahren liegt. In einigen Ländern gibt es für Menschen ab 70 oder 75 Jahren zusätzliche Ermäßigungen.
In manchen Städten werden Senioren auch gratis befördert, z. B. in Budapest, Prag und Warschau. Mitunter gilt das nur für Bewohner der jeweiligen Stadt (so etwa in Lissabon, Montreal und Zagreb). In einigen Städten sind Seniorentickets nicht notwendig, da alle Personen gratis befördert werden - etwa in Albuquerque und Belgrad.

## Beispiele für Seniorentickets in Deutschland
Die Deutsche Bahn bietet Personen ab 65 Jahren die ermäßigte BahnCard 25 für Senioren in zwei Varianten (2. Klasse 38,90 Euro, 1. Klasse 77,90 Euro) an. Auch eine ermäßigte BahnCard 50 für Senioren wird angeboten (2. Klasse 122 Euro, 1. Klasse 241 Euro).
Das Deutschlandticket kann von Senioren nur in einzelnen Regionen vergünstigt erworben werden. Zur Zeit (Januar 2025) sind das Mecklenburg-Vorpommern und der Ilm-Kreis.
Im deutschen Nahverkehr gibt es, anders als in vielen anderen Ländern, keine ermäßigten Einzelfahrkarten für Senioren. Ermäßigte Tageskarten für Senioren gibt es ebenfalls nicht (außer in Dresden).

### Aachen
Im Aachener Verkehrsverbund gibt es für Senioren ab 60 Jahren das Aktiv-ABO. Es kostet 79,80 Euro im Monat und ist verbundweit gültig. Mit dem Aktiv-ABO kann man nach 19 Uhr sowie an Wochenenden- und Feiertagen ganztägig einen weiteren Erwachsenen und 3 Kinder unter 15 Jahren mitnehmen.

### Berlin und Brandenburg
Der Verkehrsverbund Berlin-Brandenburg (VBB), zu dem neben den Berliner Verkehrsbetrieben (BVG) rund 40 weitere Verkehrsunternehmen im Land Brandenburg gehören, bietet ein Seniorenticket VBB-Abo 65plus an, welches von Personen ab 65 Jahren erworben werden kann. Es ist nur im (jederzeit kündbaren) Jahresabonnement erhältlich und kostet derzeit (Januar 2025) bei monatlicher Abbuchung 62 Euro pro Monat. Bei Erwerb wird eine VBB-Kundenkarte ausgestellt, für die ein Lichtbild erforderlich ist (oder in einigen Kundenzentren angefertigt werden kann). Das Seniorenticket ist rund um die Uhr ohne Sperrzeiten gültig. Das VBB-Abo 65plus ist für den kompletten Bereich des VBB gültig, also sowohl in Berlin als auch im ganzen Land Brandenburg.
In den Städten Brandenburg an der Havel, Cottbus und Frankfurt (Oder) können Senioren ab 63 Jahren mit dem VBB-Abo 63vorOrt den jeweiligen Nahverkehr für ein Jahr zum Preis von 32,30 Euro im Monat nutzen.

### Bielefeld
In Bielefeld (moBiel GmbH) gibt es das Silber Abo für Personen ab 60 Jahren. Es kostet 42 Euro im Monat und gilt an Werktagen erst ab 8 Uhr. Ab 19 Uhr, am Wochenende ganztägig, kann ein weiterer Erwachsener mitgenommen werden.

### Bodensee-Oberschwaben
Im Bodensee-Oberschwaben Verkehrsverbund gibt es das verbundweite AboMobil63. Es kostet 62,60 Euro im Monat und ist für Personen ab 63 Jahren verfügbar.

### Braunschweig, Wolfsburg, Goslar
Die Braunschweiger Verkehrs-GmbH bietet sowohl eine Monatskarte für Senioren als auch eine Seniorenkarte im Abonnement an. Mit Gültigkeit im Stadtverkehr von Braunschweig, Wolfsburg oder Goslar kostet sie 67,60 Euro bzw. 55,90 Euro. Beide Karten können von Senioren ab 65 Jahren benutzt werden.

### Celle
Für Personen ab 60 Jahren ist die Senioren Karte im Abonnement erhältlich. Sie kostet 40,60 Euro im Monat. Für 57,90 Euro ist auch eine abofreie Monatskarte erhältlich.

### Chemnitz, Zwickau
Im Verkehrsverbund Mittelsachsen können Senioren ab 63 Jahren eine Monatskarte für 77 Euro erwerben (nur im Abonnement). Diese gilt für den gesamten Verbundraum, mit Ausnahme der Schmalspurbahn Cranzahl–Kurort Oberwiesenthal.

### Delmenhorst
In Delmenhorst gibt es ein Senioren-MonatsTickets Delmenhorst. Dieses ist für Personen ab 60 Jahren erhältlich und kostet 53,50 Euro im Monat.

### Dresden
Die Dresdner Verkehrsbetriebe bieten ermäßigte Tageskarten für Senioren ab 60 Jahren an, jedoch keine ermäßigten Monatskarten.

### Grimma, Bad Lausick, Brandis, Colditz, Wurzen, Merseburg, Mücheln, Querfurt, Naumburg, Weißenfels und Zeitz
Die Stadtverkehre von Grimma, Bad Lausick, Brandis, Colditz, Wurzen, Merseburg, Mücheln (Geiseltal), Querfurt, Naumburg (Saale), Weißenfels und Zeitz können mit dem Seniorenticket ABO Aktiv (ab 65 Jahre) benutzt werden. Das Ticket gilt jeweils für den Verkehr einer ausgewählten Stadt. Der Preis beträgt seit 1. August 2025 25 (Merseburg, Mücheln, Querfurt, Naumburg, Weißenfels, Zeitz) bzw. 25,50 Euro (Bad Lausick, Brandis, Colditz, Grimma, Wurzen).

### Flensburg, Schleswig
Im Regionalbusverkehr im Kreis Schleswig-Flensburg und im Stadtverkehr Flensburg, aber nicht in Zügen, kann die Senioren-Jahreskarte benutzt werden (ab 63 Jahre). Sie kostet 659 Euro.

### Hamburg
Der HVV bot ein Seniorenticket (ab 65 Jahre) für den Bereich Hamburg AB für zuletzt 65,80 Euro pro Monat an. Im Jahresabonnement sank der Preis auf 54 Euro monatlich (Stand 2022). Seit dem 15. Dezember 2019 galt das Seniorenticket ohne zeitliche Beschränkung – die vorherige Sperrzeit (Montag bis Freitag 6 bis 9 Uhr) ist entfallen. Mit der Einführung des Deutschlandtickets wurden alle Seniorenabonnements in Deutschlandtickets umgewandelt.
Im August 2024 kündigte der Hamburger SPD-Fraktionsvorsitzende Dirk Kienscherf an, dass das Deutschlandticket für Hamburger Senioren künftig günstiger angeboten werden soll. Die Hamburgische Bürgerschaft sprach sich im Januar 2025 für ein vergünstigtes Seniorenticket aus.

### Hamm
In Hamm gibt es das 60plusAbo mit stadtweiter Gültigkeit. Es kostet 37,50 Euro.

### Hannover
Seit 2021 gibt es eine Seniorennetzkarte, die für Hannover und Umland 35,20 Euro im Monat kostet. Diese können Personen ab 60 Jahren erhalten, die berentet oder pensioniert sind, Beamte im vorzeitigen Ruhestand sind oder sich in der Freistellungsphase einer Maßnahme zur Altersteilzeit befinden. An Werktagen ab 19 Uhr und ganztägig an den Wochenenden können ein weiterer Erwachsener und bis zu drei Kinder unter 18 Jahren mitgenommen werden. Im Abonnement sinkt der Preis auf 29,90 Euro im Monat.

### Hegau-Bodensee
Im Verkehrsverbund Hegau-Bodensee erhalten Senioren ab 65 Jahren ein verbundweites Seniorenticket für 48 Euro/Monat (nur im Abonnement erhältlich).

### Heidelberg, Kaiserslautern, Ludwigshafen, Mannheim
Im Verkehrsverbund Rhein-Neckar erhalten Senioren ab 60 Jahren die Karte ab 60. Rentenempfänger unter 60 Jahren können die Karte ebenfalls erwerben. Diese ist verbundweit gültig und kostet bei monatlicher Zahlungsweise 59,80 Euro.

### Heidenheim
In Heidenheim wurde zum 1. März 2023 ein Seniorenticket im Abonnement für Personen ab 63 Jahren (Abo Mobil 63) eingeführt. Es gilt im ganzen Gebiet des Heidenheimer Tarifverbundes und kostet aktuell 32,85 Euro im Monat. Als abofreie Monatskarte (Mobil 63) kostet das Ticket 47,50 Euro.

### Hessen
Seit dem 1. Januar 2020 gibt es ein landesweit gültiges Seniorenticket Hessen für Personen ab 65 Jahren zum Preis von 372 Euro im Jahr (bei Einmalzahlung – bei monatlicher Abbuchung 32,20 Euro pro Monat). Es gilt jedoch an Werktagen erst ab 9 Uhr (Ausnahme: Hessentag). Es gibt auch eine Version ohne Sperrzeit, mit Nutzungsrecht der 1. Klasse und diversen Mitnahmerechten. Sie heißt Seniorenticket Hessen Komfort und kostet 649 Euro im Jahr (bei Einmalzahlung – bei monatlicher Abbuchung 55,05 Euro monatlich). Das Ticket gilt zum Teil auch in den angrenzenden Gebieten der umliegenden Bundesländer, so zum Beispiel in Mainz.

### Ilm-Kreis
Rentner im Ilm-Kreis können seit Juli 2024 ein vergünstigtes Deutschlandticket erhalten. Ein Mindestalter ist nicht vorgesehen. Der aktuelle Eigenanteil (Stand April 2025) liegt bei 40 Euro. Die Differenz zum Preis des regulären Deutschlandtickets finanziert der Kreis.

### Karlsruhe
Senioren ab 65 Jahren sowie Rentenbezieher ab 60 Jahren erhalten die Karte ab 65 für den Karlsruher Verkehrsverbund für 59 Euro.

### Kiel
Bei der Kieler Verkehrsgesellschaft gibt es für Senioren ab 65 Jahren die Möglichkeit, ein Seniorenticket im Jahresabonnement zu erwerben. Dieses kostet monatlich 45,94 Euro und gilt nicht zwischen 6 und 9 Uhr (außer an Sonn- und Feiertagen). Für ökonomisch bedürftige Senioren gibt es seit 2025 das Sozialticket Senior. Das Sozialticket Senior wird als 29 € im Monat kostendes Deutschlandticket angeboten. Empfangsberechtigt sind Senioren ab 65 Jahren und Menschen mit anerkannter Schwerbehinderung ab 63 Jahren mit gültigem Senior*innen-Pass.

### Koblenz, Neuwied
Der Verkehrsverbund Rhein-Mosel bietet für Personen ab 60 Jahren das 60-Plus-Ticket an. Dieses ist verbundweit gültig. Es kostet 85,40 Euro, im Abonnement 71,20 Euro (Stand 2023).

### Konstanz
Die Stadtwerke Konstanz bieten eine Jahreskarte im Abonnement für Personen ab 65 Jahren an. Sie kostet monatlich 43,50 Euro. Auch Mehrfahrtenblöcke für 20 Fahrten werden für Senioren günstiger angeboten.

### Köln, Bonn
Der VRS bietet für Senioren ab 60 Jahren eine übertragbare Seniorenkarte an, das Aktiv60Ticket. Es ist nur im Jahresabonnement erhältlich. Der Preis richtet sich nach der Zahl befahrener Städte. Ein Ticket für Köln oder Bonn (Preisstufe 1b) kostet 77,90 Euro. Es gibt an Wochenenden und täglich ab 19 Uhr eine Mitnahmemöglichkeit für einen weiteren Erwachsenen (ab 14 Jahre) und ein Fahrrad. Auch drei Kinder bis zu 14 Jahren können dann mitgenommen werden. Der Geltungsbereich erweitert sich ab 19 Uhr und am Wochenende ganztägig auf das VRS-Gesamtnetz.

### Landshut
In Landshut gibt es für Senioren (ab 65 Jahre, auch für Rentner unter 65 Jahren) ermäßigte Monatskarten. Sie kosten 49,10 Euro.

### Leipzig, Halle
Im Mitteldeutschen Verkehrsverbund können Personen ab 65 Jahren ein verbundweites Seniorenticket im Abonnement für 74,40 Euro bis 85,40 Euro monatlich (abhängig vom Wohnsitz, Stand August 2025) erwerben. Ab 17 Uhr kann mit dem Seniorenticket die 1. Klasse in Nahverkehrszügen benutzt werden.

### Magdeburg
Die Magdeburger Verkehrsbetriebe bieten eine Seniorenmonatskarte im Abo für 48,50 Euro (ab 65 Jahre, Stand August 2025) an. Für 60 Euro im Monat gibt es ein Seniorenticket mit Gültigkeit im gesamten Magdeburger Regionalverkehrsverbund. Ein Fahrrad kann kostenlos mitgenommen werden.

### Mecklenburg-Vorpommern
Im März 2023 wurde angekündigt, dass spätestens ab September 2023 eine auf 29 Euro im Monat subventionierte Variante des Deutschlandtickets für Senioren ab 60 Jahren eingeführt werden soll. Das Ticket wurde schließlich zum 1. August 2023 eingeführt – anders als geplant jedoch nur für Senioren ab 65 Jahren. Neben dem Erreichen der Altersgrenze ist ein Hauptwohnsitz in Mecklenburg-Vorpommern notwendig, um das Ticket zu erhalten. Seit 2025 beträgt der Preis 38 Euro.
Ein Jahr nach Einführung des Tickets gab es ca. 40.000 Abonnenten, etwa 10 % der Bevölkerung im anspruchsberechtigten Alter.

### Landkreis Miesbach
Von 2020 bis zum November 2023 durften im Kreis lebende Senioren ab 65 Jahren gratis in der Tarifzone „Oberland“ des Regionalverkehr Oberbayern fahren. Dazu wurde eine entsprechende Silver-Ager-Card ausgegeben. Die kostenlosen Seniorenkarten entfielen jedoch zum 1. Dezember 2023.

### Mittelthüringen
Im Verkehrsverbund Mittelthüringen, welcher die Städte Gera, Gotha, Erfurt, Jena und Weimar sowie deren Umland umfasst, haben Senioren ab 65 Jahren die Möglichkeit, ein verbundweites Seniorenabonnement (Abo Mobil65) für 85,90 Euro im Monat zu erwerben (Stand August 2025).

### München
Der MVV bietet in Form der Monatskarte 65 eine übertragbare Monatskarte für Menschen ab 65 Jahren an. Sie kostet für das Stadtgebiet München (Tarifzone M) 57 Euro. Die Karte ist auch im Abonnement erhältlich. Dabei erhält der Fahrgast zwei Freimonate im Jahr, so dass der Preis bei monatlicher Abbuchung bei 570 Euro im Jahr liegt. Das Abonnement ist wahlweise persönlich oder übertragbar erhältlich.

### Münster
Die Stadtwerke Münster bieten ein Seniorenticket im Abonnement für Personen ab 60 Jahren unter dem Namen 60plusAbo an. Dieses kostet 33,30 Euro im Monat. Montag bis Freitag darf es erst ab 8 Uhr benutzt werden. Es ist jedoch teurer als das für jedermann erhältliche MünsterAbo, welches keine Sperrzeiten aufweist.

### Nordrhein-Westfalen
In Nordrhein-Westfalen existiert ein landesweit gültiges Seniorenticket, das Schöne60Ticket NRW. Es ist nur im Abonnement erhältlich und kostet 180,50 Euro im Monat (2. Klasse). Mit Gültigkeit in der 1. Klasse kostet es 253,64 Euro. Das erforderliche Mindestalter beträgt 60 Jahre.

### Oberlausitz-Niederschlesien
Der ZVON bietet Senioren ab 65 Jahren ein verbundweites Seniorenticket für 44 Euro im Abo an. Es ist auch abofrei für 50 Euro erhältlich.

### Offenburg
Im Tarifverbund Ortenau wird ein Seniorenticket ab dem Alter von 66 Jahren (Rentner ab 63 Jahren) angeboten. Es kostet 53,50 Euro pro Monat (Stand August 2024) und ist im ganzen Verbundgebiet gültig. An Samstagen, Sonn- und Feiertagen gilt das Ticket auch in der Straßenbahnlinie D der Straßenbahn Straßburg von Kehl nach Straßburg.

### Osnabrück
Die Stadtwerke Osnabrück bieten ein Seniorenticket (63plusAbo) für Menschen ab 63 Jahren an. Dieses ist nur im Abonnement erhältlich und kostet (Stand März 2025) 33,60 Euro.

### Paderborn
Personen ab 60 Jahren können ein 60plusAbo erwerben. Dieses gilt von Montag bis Freitag nicht zwischen 3 und 8 Uhr. Es kostet für das Stadtgebiet Paderborn 37,10 Euro im Monat (Stand August 2025).

### Radolfzell
In Radolfzell gibt es ein Seniorenticket für Personen ab 60 Jahren. Es kostet 31 Euro monatlich bzw. 310 Euro für ein Jahr.

### Rhön-Grabfeld
Im Bereich der Verkehrsgemeinschaft Rhön-Grabfeld wurde zum 1. August 2021 das Seniorenticket65 eingeführt, welches 365 Euro im Jahr kostet. Es war auch als Monatskarte für 32,30 Euro erhältlich. Das Ticket wurde zum Jahresende 2024 eingestellt, da der Landkreis Teil des neuen Verkehrsverbundes Nahverkehr Mainfranken ist.

### Rostock, Güstrow
Im Verkehrsverbund Warnow können Senioren ab 60 Jahren das verbundweit gültige Mobil60-Ticket für 65,90 Euro erwerben. Dieses gilt an Werktagen zwischen 3 und 8 Uhr nicht.

### Ruhrgebiet, Niederrhein
Im VRR bestand bis Februar 2025 das Angebot BärenTicket mit einem Mindestalter von 60 Jahren. Dieses Jahresabo wurde für das Gesamtnetz Rhein-Ruhr angeboten und kostete zuletzt 112 Euro im Monat. Es ermöglichte Fahrten in der 1. Klasse aller Regionalzüge und S-Bahnen. An Wochenenden und täglich ab 19 Uhr konnten ein weiterer Erwachsenen oder drei Kinder unter 15 Jahre mitgenommen werden. Die Fahrradmitnahme war kostenlos.
Das Bärenticket wurde zum 1. März 2025 abgeschafft.

### Saarland
Der SaarVV bietet das Ü65-Abo  für Personen ab 65 Jahren an. Es kostet 77,65 Euro im Monat und gilt im gesamten Verkehrsverbund.

### Schweinfurt
Die Stadtwerke Schweinfurt bieten eine ermäßigte Monatskarte für alle Rentner und Pensionäre an, unabhängig vom Alter. Sie kostet für die Tarifzone 1 (Stadtgebiet) 43 Euro. Für Personen ab 65 Jahren gibt es eine Jahreskarte, die 430 Euro kostet (36 Euro bei monatlicher Zahlung).

### Stralsund
Seit dem 1. September 2021 können Stralsunder ab 70 Jahren gratis das 70+Ticket erhalten. Dieses gilt im Stadtgebiet Stralsund. Außerdem galt es als 9-Euro-Ticket. Das Ticket wurde mehrfach verlängert und gilt aktuell bis voraussichtlich September 2025.

### Stuttgart
Der VVS bietet ein Seniorenticket an, welches von Personen ab 65 Jahren (Rentenempfänger ab 60 Jahre) erworben werden kann. Das Ticket ist nicht übertragbar. Es ist nur im Abonnement erhältlich und kostet monatlich 60,20 Euro. Es ist im gesamten VVS-Netz gültig.

### Südniedersachsen
Im Verkehrsverbund Südniedersachsen wurde zum 1. Januar 2021 ein verbundweites Seniorenticket für Personen ab 65 Jahren eingeführt. Dieses kostet 59 Euro.

### Ulm, Neu-Ulm
Im Donau-Iller-Nahverkehrsverbund gibt es das Ticket 65plus für Menschen ab 65 Jahren (Rentenempfänger ab 60 Jahren). Es kostet 62,50 Euro im Monat. Ein Fahrrad kann kostenlos mitgenommen werden.

### Westfalen-Süd
Im Zweckverband Personennahverkehr Westfalen-Süd gibt es das 60plusAbo für Personen ab 60 Jahren. Mit Gültigkeit in Westfalen-Süd (Preisstufe 5S) kostet es 56,50 Euro im Monat. Das Ticket ist an Werktagen erst ab 8 Uhr gültig.

### Wolfratshausen
Im Juli 2019 wurde bekannt, dass ab dem 1. September 2019 ortsansässige Senioren ab 65 Jahren die Stadtbusse von Wolfratshausen kostenfrei benutzen dürfen. Dafür erhalten sie jeweils 50 von der Gemeinde bezahlte Einzelfahrkarten im Monat.

### Würzburg
Die Würzburger Versorgungs- und Verkehrs-GmbH bietet das 8-Uhr-Abo für Senioren für Menschen ab 65 Jahren an. Damit kann der ÖPNV in Würzburg für 34,70 Euro im Monat genutzt werden. Das Abo gilt von Montag bis Freitag ab 8 Uhr (außer in den Schulferien, wo es ganztags gilt).

## Beispiele für Seniorentickets in Österreich
Die Altersgrenze für Seniorentickets liegt in Österreich einheitlich bei 65 Jahren. Dies geht auf ein Urteil des Verfassungsgerichtshofes aus dem Jahr 2010 zurück, durch welches die Regelung, dass Männer ab dem 65. und Frauen ab dem 60. Lebensjahr als Senioren gelten und somit ab diesem Alter zum ermäßigten Tarif öffentliche Verkehrsmittel benutzen dürfen, als gleichheitswidrig aufgehoben wurde. Der VfGH stellte klar, dass eine Anknüpfung des Pensionistentarifs an unterschiedliche Altersgrenzen für Frauen und Männer, unabhängig davon, ob eine Pensionierung überhaupt erfolgt ist, gegen die Bestimmungen des Gleichbehandlungsgesetzes verstößt. Die aufgehobene Regelung hatte das gesetzliche Pensionsantrittsalter (Frauen: 60 Jahre/Männer: 65) als anspruchsbegründend herangezogen. Seitdem wurde das entsprechende Mindestalter alle zwei Jahre um ein Jahr angehoben, bis 2022 65 Jahre erreicht wurden.
Zeitliche Einschränkungen für Seniorenzeitkarten im Nahverkehr, wie es sie in Deutschland vereinzelt gibt, existieren in Österreich nicht. Um Einzelfahrkarten oder Tageskarten ermäßigt zu erhalten, wird in fast allen Verkehrsverbünden die Vorteilscard Senior benötigt,  – davon ausgenommen sind nur Wien und Tirol. In Vorarlberg gibt es keine ermäßigten Einzelfahrkarten oder Tageskarten für Senioren.
Bei der österreichischen Bahngesellschaft ÖBB erhalten Senioren ab 65 Jahren eine Vorteilscard für 29 Euro im Jahr, mit der Fahrkarten 50 % billiger erworben werden können. Empfänger von Ausgleichszulage erhalten die Vorteilscard gratis (Vorteilscard Senior:in Frei). Auch bei der privaten Westbahn sind Fahrkarten für Inhaber einer Vorteilscard günstiger (WESTvorteilspreis). 
Am 26. Oktober 2021 wurde das Klimaticket eingeführt, mit dem landesweit die Eisenbahn und der öffentliche Nahverkehr benutzt werden kann. Für Senioren kostete es zunächst 821 Euro im Jahr. Seit 2025 kostet es 884,20 Euro. Zum 1. August 2025 wurde die Erhöhung des Preises auf 975 Euro angekündigt. Ab 2026 kostet das Ticket 1.050 Euro.

### Kärnten
Beim Verkehrsverbund Kärnten gibt es Jahreskarten für Senioren ab 65 Jahren mit 50 % Ermäßigung. So kostet etwa die Stadtverkehrskarte für Klagenfurt oder Villach 270 Euro im Jahr. Auch Einzelfahrkarten und Tageskarten werden mit Ermäßigung angeboten (nur mit VORTEILSCARD Senior der ÖBB).
Zum 1. Jänner 2022 wurde die landesweit gültige Jahreskarte Kärnten Ticket eingeführt, die für Senioren ab 65 Jahren 320 Euro kostet. Für Empfänger von Ausgleichszulage kostet sie nur 210 Euro.

### Niederösterreich, Burgenland
Das zum 25. Oktober 2021 eingeführte VOR KlimaTicket Region Senior, welches die Benutzung aller öffentlichen Verkehrsmittel einschließlich der ÖBB und der Westbahn in Niederösterreich und dem Burgenland ermöglicht, kostet 372 Euro im Jahr (Einmalzahlung). Ab September 2025 steigt der Preis auf 400 Euro.
Senioren können für Fahrten in Niederösterreich und dem Burgenland Einzelfahrkarten und Tageskarten zum ermäßigten Fahrpreis erwerben. Als Berechtigungsnachweis ist die ÖBB Vorteilscard Senior in Verbindung mit einem Lichtbildausweis erforderlich.

### Oberösterreich
Bei der Linz Linien GmbH, einem Tochterunternehmen der Linz AG, erhalten in Linz wohnhafte Senioren ab 65 Jahren für 279 Euro die Jahreskarte MEGA Ticket Senior. Abweichend von der sonstigen Regelung in Österreich wird das Ticket auch an Pensionsempfänger unter 65 Jahren verkauft. Der Preisvorteil gegenüber dem für alle in Linz lebenden Personen erhältlichen MEGA Ticket ist jedoch mit ca. 2 % recht gering.
Das zum 26. Oktober 2021 eingeführte Klimaticket Oberösterreich ist für Senioren ab 65 Jahren ermäßigt erhältlich. In der in ganz Oberösterreich gültigen Variante (inkl. Stadtlinienverkehr in Linz, Wels und Steyr) kostet es für Senioren 494 Euro im Jahr. In der günstigsten Variante (ganz Oberösterreich ohne den Stadtlinienverkehr in Linz, Wels und Steyr) kostet es 295 Euro im Jahr.
Einzel- und Tageskarten des oberösterreichischen Verkehrsverbundes erhalten Senioren zum ermäßigten Preis. Als Berechtigungsnachweis ist die ÖBB Vorteilscard Senior vorzulegen.

### Salzburg
Im Land Salzburg gibt es in Form des Klimaticket Salzburg Edelweiß eine Jahreskarte für alle Personen ab 65 Jahren. Diese ist landesweit für alle Verkehrsmittel gültig und kostet 293 Euro im Jahr. Seit 1. Juli 2020 gilt das Ticket auch von, nach und in Freilassing.
Senioren ab 65 Jahren mit gültiger ÖBB-Vorteilscard Senior erhalten den Senior-Preis auf Einzelfahrkarten, Stundenkarten, Tageskarten und 24-Stundenkarten. Die Ermäßigung entspricht einer Vergünstigung von in etwa 20 % gegenüber dem Vollpreis.

### Steiermark
Im Steirischen Verkehrsverbund gibt es für Inhaber einer ÖBB-Vorteilscard Senior eine Ermäßigung von 38 % auf Einzel- und Tagesfahrkarten. Ermäßigte Wochen- oder Monatskarten gibt es nicht.
Am 1. Jänner 2022 wurde das Klimaticket Steiermark eingeführt. Dieses kostet für Senioren ab 65 Jahren 386 Euro im Jahr. Damit kann man in der ganzen Steiermark mit allen Zügen, Bussen und Straßenbahnen (inkl. Schloßbergbahn in Graz) unterwegs sein. Die Stadt Graz fördert das Ticket für dort ansässige Senioren mit 75 Euro im Jahr.

### Tirol
Im Verkehrsverbund Tirol erhalten Senioren ab 65 Jahren das Ticket KlimaTicket Tirol SeniorIn. Senioren ab 75 Jahren erhalten es zum halben Preis. Die Tickets kosten 301 bzw. 150,50 Euro im Jahr. Auch ermäßigte Einzeltickets sind erhältlich (Mindestalter 65 Jahre, Altersnachweis durch Ausweis, keine Vorteilscard Senior erforderlich).

### Vorarlberg
In Vorarlberg wurde zum 1. November 2021 das KlimaTicket VMOBIL eingeführt. Für Senioren kostet es mit Gültigkeit im ganzen Bundesland 269 Euro im Jahr (304 Euro abzüglich 35 Euro Sofortrabatt). Mit Gültigkeit für eine Tarifzone kostet es 140 Euro im Jahr. Eine Seniorenermäßigung auf Einzelfahrkarten gibt es nicht.

### Wien
Bei den Wiener Linien können Senioren ab 65 Jahren eine Jahreskarte für 235 Euro (Einmalzahlung) erwerben, also mit ca. 36 % Ermäßigung.
Auch Tickets für eine oder zwei Fahrten werden mit Seniorenermäßigung angeboten. Eine ÖBB-Vorteilscard Senior ist dafür nicht erforderlich. Die zum 25. Oktober 2021 eingeführte Jahreskarte VOR KlimaTicket Metropolregion Senior, welches für Wien, das Burgenland und Niederösterreich gültig ist, kostet für Senioren 607 Euro (bei Einmalzahlung). Ab September 2025 steigt der Preis auf 635 Euro.

## Seniorentickets außerhalb von Deutschland und Österreich
Ein Vergleich der Angebote und der betriebswirtschaftlichen Hintergründe ist nicht immer möglich, da es in verschiedenen Ländern große Unterschiede der Organisationsstruktur des ÖPNV, der Finanzierung und der Kostendeckung gibt.
Eine Übersicht (Stand 2017) gibt ein Bericht der wissenschaftlichen Dienste des deutschen Bundestages.

### Ägypten
Senioren ab 70 Jahren können seit dem 15. Oktober 2020 den öffentlichen Nah- und Fernverkehr gratis nutzen. Senioren ab 60 Jahren erhalten eine Ermäßigung von 50 %.

### Australien
- Adelaide: Inhaber einer South Australian Seniors Card fahren gratis. Die Karte erhalten Einwohner von South Australia, die mindestens 60 Jahre alt sind und nicht mehr als 20 Stunden in der Woche arbeiten.[94]
- Australian Capital Territory: Inhaber einer ACT Seniors Card haben ab 60 Jahren freie Fahrt (an Werktagen nur außerhalb der Hauptverkehrszeiten), ab 70 Jahren rund um die Uhr. Die Voraussetzung für die ACT Seniors Card ist neben der Erreichung der Altersgrenze der Wohnsitz im Australian Capital Territory und dass nur max. 20 Stunden pro Woche gearbeitet wird.[95]
- Northern Territory: Inhaber einer NT Seniors Card fahren gratis in den Bussen in Darwin und Alice Springs. Die Karte kann jeder Resident ab 60 Jahren erhalten.[96]
- Victoria (Australien): Inhaber der Victorian Seniors Card erhalten 50 % Rabatt in öffentlichen Verkehrsmitteln. Am Wochenende fahren sie auf kurzen Strecken gratis. Um die Karte zu erhalten, muss man mindestens 60 Jahre alt sein, in Victoria wohnen und darf max. 35 Stunden in der Woche arbeiten.[97] Ab 2026 werden Inhaber der Victorian Seniors Card an Wochenenden im ganzen Bundesland kostenlos befördert.[98]
- Western Australia: Mit der WA Senior Card haben Senioren freie Fahrt bei der Verkehrsgesellschaft Transperth, an Werktagen jedoch nur außerhalb der Hauptverkehrszeiten. Für den Erhalt der Karte wird vorausgesetzt, dass man in Western Australia lebt, mindestens 65 Jahre alt ist und max. 25 Stunden in der Woche arbeitet.[99][100]

### Barbados
Einwohner ab 65 Jahren haben seit Oktober 2023 freie Fahrt.

### Brasilien
Gemäß Artikel 230 der brasilianischen Verfassung haben Personen ab 65 Jahren das Recht auf kostenlose Nutzung des ÖPNV. 2024 wurde dieses Recht auf Personen von 60 bis 64 Jahren ausgeweitet, die nicht mehr als den doppelten Mindestlohn im Monat erhalten. Der Mindestlohn lag 2024 bei ca. 404 Euro.
- São Paulo: Seit 2023 freie Beförderung für Personen ab 60 Jahren.[104]

### Belgien
Senioren ab 65 Jahren können mit dem Senioren-Ticket für 8,50 Euro die Eisenbahn im ganzen Land für eine einfache Fahrt oder eine Hin- und Rückfahrt an demselben Tag nutzen. Es gilt an Werktagen jedoch erst ab 9 Uhr.
- Bei den Brüsseler Verkehrsbetrieben Société des Transports Intercommunaux de Bruxelles/Maatschappij voor het Intercommunaal Vervoer te Brussel können Senioren ab 65 Jahren mit Wohnsitz in Brüssel eine Jahreskarte für 12 Euro erwerben. Senioren ohne Wohnsitz in Brüssel zahlen 60 Euro im Jahr.[106]
- Bei der Nahverkehrsgesellschaft De Lijn, die den Nahverkehr im flämischen Teil Belgiens organisiert, können Senioren ab 65 Jahren den Omnipas 65+ erwerben, der mit 67 Euro pro Jahr nur ein Sechstel einer regulären Jahreskarte kostet. Er gilt in allen Straßenbahnen und Bussen in Flandern und Brüssel.[107]
- Noch günstiger ist die Jahreskarte für Senioren ab 65 Jahren bei Transport en Commun, dem Nahverkehrsanbieter des wallonischen Landesteils. Hier kostet die Jahreskarte 12 statt 610,60 Euro.[108]

### Bulgarien
Bei der bulgarischen Eisenbahngesellschaft Balgarski Darschawni Schelesnizi erhalten Personen mit Nachweis der Berentung ab einem gewissen Alter (Frauen 60 Jahre und 8 Monate, Männer 63 Jahre und 8 Monate) für einen BGN einen Seniorenpaß, mit dem sie dauerhaft 50 % Fahrpreisermäßigung erhalten.

### China
- Hongkong: Einwohner ab 60 Jahren können Busse, Fähren, Strassenbahnen und die U-Bahn Mass Transit Railway für jeweils 2 HKD (24 Cent) pro Fahrt benutzen.[110]
- Peking: Residenten ab 60 Jahren erhalten seit November 2018 eine spezielle Karte, mit der sie Busse gratis benutzen können, jedoch nicht die U-Bahn.[111]

### Estland
In vielen Landkreisen Estlands war die Benutzung des ÖPNV für Residenten bis 2023 generell kostenlos. 2024 wurde die Kostenfreiheit wieder abgeschafft, blieb aber für Personen ab 63 Jahren erhalten.
Bei der estnischen Eisenbahngesellschaft Elron erhalten Personen ab 65 Jahren 30 % Rabatt auf alle Fahrkarten.
- Narva: Freie Beförderung für Residenten ab 66 Jahren.[114]
- Tallinn: Der ÖPNV kann von allen in Estland lebenden Personen ab 65 Jahren kostenfrei benutzt werden.[115]
- Tartu: 30 % Ermäßigung für Senioren (ab 64 Jahre).[116]

### Frankreich
Bei der französischen Eisenbahngesellschaft SNCF können Personen ab 60 Jahren die Carte Avantage Senior für 49 Euro erwerben. Damit erhält man ein Jahr lang 25 bis 50 % Rabatt auf Bahnfahrkarten.
- Métropole d’Aix-Marseille-Provence: Kostenloser Nahverkehr ab September 2025 für Residenten ab 65 Jahren. In Marseille ist auch die Benutzung des Transport express régional gratis.[118]
- Bordeaux: Ermäßigte Monats- und Jahreskarten für Senioren ab 60 Jahren. Die Monatskarte kostet 40,10 Euro.[119]
- Bei der TER Centre-Val de Loire gibt es die CARTE RÉMI LIBERTÉ SENIOR, die 30 Euro kostet und zwischen 33 und 50 % Rabatt auf Einzelfahrkarten bringt. Sie ist für Senioren ab 60 Jahren erhältlich.[120]
- Auf Korsika erhalten Kunden der Bahngesellschaft Chemins de fer de la Corse 50 % Rabatt, wenn sie mindestens 60 Jahre alt und Einwohner Korsika sind.[121]
- In Limoges erhalten Senioren ab 65 Jahren seit Juli 2025 Null-Euro-Jahreskarten.[122]
- In Nancy erhalten ortsansässige Senioren (ab 65 Jahren) seit August 2025 Gratisabonnements für den ÖPNV.[123]
- In Nîmes werden Personen ab 70 Jahren seit September 2024 kostenlos befördert.[124]
- In Mülhausen können Personen ab 65 Jahren eine stark ermäßigte Jahreskarte erwerben, die 110 Euro kostet.[125]
- In Montpellier wurden Senioren (ab 65 Jahren) mit Wohnsitz in der Stadt seit dem 1. September 2021 gratis befördert.[126] Ab dem 21. Dezember 2023 wurde die kostenfreie Beförderung auf alle Einwohner unabhängig vom Alter ausgeweitet.[127]
- Bei der Île-de-France Mobilités, die den Nahverkehr im Großraum Paris organisiert, können Senioren ab 62 Jahren das Navigo Annual Senior Ticket erhalten, welches gegenüber einer normalen Abonnementkarte um 50 % ermäßigt ist.[128] In Paris lebende Senioren (ab 65 Jahren) fahren gratis, wenn sie eine bestimmte monatliche Einkommensgrenze unterschreiten (2.028 € beim Erstantrag bzw. 2.430 € bei einem Folgeantrag).[129]
- Perpignan: Vergünstigte Monats- und Jahreskarten für Senioren (ab 65 Jahre). Eine Jahreskarte kostet 90 Euro statt regulär 245 Euro.[130]
- Réunion: Residenten ab 65 Jahren erhalten den Abonnement Réuni'Pass – Senior, mit dem der ÖPNV gratis benutzt werden kann.[131]
- In Strasbourg können Senioren ab 65 Jahren sowohl ermäßigte Einzelfahrkarten in 10-Blöcken als auch ermäßigte Jahresabonnements erwerben. Das Jahresabonnement 65+ ist um 50 % ermäßigt und kostet 280 Euro.[132]

### Finnland
Bei der finnischen Eisenbahngesellschaft VR-Yhtymä erhalten Senioren ab 65 Jahren eine Ermäßigung von 20 %. Im öffentlichen Nahverkehr von Helsinki erhalten Personen ab 70 Jahre Zeitkarten mit Gültigkeit von 14 bis 360 Tagen 40 % günstiger. Empfänger einer finnischen Rente erhalten Zeitkarten 50 % verbilligt, so dass etwa eine Karte für 360 Tage 360,50 Euro kostet.

### Griechenland
Im öffentlichen Nahverkehr von Athen können Senioren ab 65 Jahren unabhängig von ihrer Nationalität ermäßigte Fahrscheine erwerben, wenn sie eine personalisierte ATH.ENACARD besitzen. Einzelfahrscheine sind ca. 60 % günstiger, Monatskarten 50 %.

### Indien
- Ahmedabad: Freie Beförderung für Senioren (ab 65 Jahre) im Busschnellverkehrssystem Ahmedabad BRTS.[136]
- Der Bundesstaat Maharashtra gewährt seit Ende August 2022 Residenten ab 75 Jahren freie Fahrt in den Bussen der Maharashtra State Road Transport Corporation.[137] Im zu Maharashtra gehörenden Mumbai haben Senioren seit November 2023 bereits ab 65 Jahren freie Fahrt in den Bussen der Navi Mumbai Municipal Corporation.[138]

### Irland
Personen ab 66 Jahren, die in Irland leben, können eine Free Travel Card erhalten, mit der die meisten öffentlichen Verkehrsmittel in Irland gratis benutzt werden können. Ab September 2025 können freifahrtberechtigte Personen ab 70 Jahren kostenlos eine Begleitperson mitnehmen.

### Israel
Seit Juli 2022 werden Personen ab 75 Jahren, die in Israel leben, kostenlos befördert. Dies gilt für lokale Busse, Fernbusse, die U-Bahn Karmelit, die Stadtbahn Jerusalem und die Eisenbahngesellschaft Israel Railways. Am 25. April 2025 sank die Altersgrenze für die kostenlose Beförderung auf 67 Jahre, sodass 1,1 Millionen Einwohner Israels das Recht auf freie Beförderung haben.

### Italien
Die italienische Bahngesellschaft Trenitalia bietet die Carta D'Argento für Senioren ab 60 Jahren an. Sie ermöglicht einen Rabatt von 15 % auf Fahrkarten für eine Jahresgebühr von 30 Euro (ab 75 Jahren gebührenfrei).
Der Privatbahnanbieter Italo bietet Senioren ab 60 Jahren bis zu 60 % Rabatt auf Fahrkarten.
- Bologna: Jahreskarten für Senioren ab 70 Jahren sind deutlich ermäßigt (190 Euro statt 300 Euro, Stand Juli 2024).[145]

- Verkehrsmittel der AMT (Genua) sind für Einwohner im Alter über 70 Jahren ab 9:30 Uhr kostenlos. Dies galz zunächst bis zum 30. April 2025.[146] Die Regelung wurde bis zum 30. September 2025 verlängert.[147]

- In der Region Latiumerhalten Einwohner ab 70 Jahren eine elektronische Karte, mit der Regionalbusse und -züge kostenlos benutzt werden können. Sie gilt jedoch nicht für Bahnreisen mit Start- und Zielort im Gebiet Roms.[148]

- In Mailand kostet die Jahreskarte für Senioren (ab 65 Jahren, Rentner ab 60 Jahren) 300 Euro.[149]

- In Südtirol gibt es mit dem Südtirol Pass 65+ eine spezielle Variante des Südtirol Pass für in Südtirol lebende Senioren (ab 65 Jahren). Während die Fahrpreise für Nutzer des Südtirol Pass sonst nach gefahrenen Kilometern gestaffelt sind (mit jedem Schwellenwert, den man innerhalb eines Jahres erreicht, wird der Kilometertarif günstiger), gibt es für Senioren Festpreise: Ab 65 Jahren 150 Euro im Jahr, ab 70 Jahren 75 Euro und ab 75 Jahren 20 Euro (Stand 09/2024).[150]

- In Trentino werden Residenten ab 70 Jahren seit Februar 2019 kostenlos befördert.[151]

### Japan
- Osaka: Ortsansässige Senioren ab 70 Jahren können einen Senior Pass beantragen. Mit diesem kann der ÖPNV für 50 JPY (0,29 Euro) pro Einzelfahrt benutzt werden.[152]
- Yokohama: Ab 65 Jahren kann man einen Seniorpass erhalten, der jedoch nur in Stadtbussen gilt, nicht in der U-Bahn. Er kostet für 6 Monate 36.400 JPY (ca. 231 Euro).[153]

### Kanada
Die Eisenbahngesellschaft VIA Rail Canada gewährt Senioren (ab 60 Jahre) 10 % Rabatt.
- Brampton (Ontario): Seit Dezember 2023 freie Beförderung von Senioren ab 65 Jahren.[155]
- In Burlington (Ontario) werden seit August 2023 Senioren (ab 65 Jahre) gratis befördert.[156]
- In Calgary erhalten Senioren ab 65 Jahren eine stark ermäßigte Jahreskarte für 159 CAD (ca. 107 Euro).[157]
- In Edmonton ist der monatlich zu entrichtende Fahrpreis mit einer Arc Card für Senioren ab 65 Jahren auf 35 CAD im Monat (ca. 24 Euro) bzw. 385 CAD im Jahr (ca. 263,80 Euro) gedeckelt. Jahreskarten für Senioren mit weniger als 30.526 CAD (ca. 20.549 Euro) Jahreseinkommen sind gratis.[158]
- Halifax (Nova Scotia): Freie Beförderung von Senioren ab 65 Jahren an Dienstagen zwischen 10 Uhr und 15:30 Uhr sowie ab 18 Uhr.[159]
- Mississauga: Seit Juli 2025 freie Beförderung Senioren ab 65 Jahren mit einer Presto card.[160] Zuvor kostete eine Einzelfahrkarte für Senioren 1 CAD (0,67 Euro), eine Monatskarte 32,50 CAD (21,69 Euro).
- Seit Juli 2023 kann der ÖPNV Montreals von Einwohnern der Stadt, die mindestens 65 Jahre alt sind, mit einer Free 65+ All Modes A OPUS Card kostenlos benutzt werden.[161]
- In Oakville (Ontario) werden seit Mai 2023 Senioren ab 65 Jahren mit einer entsprechenden PRESTO Card gratis befördert.[162]
- Bei der Verkehrsgesellschaft OC Transpo in Ottawa fahren Senioren ab 65 Jahren am Mittwoch und Sonntag gratis. Eine Monatskarte kostet 58,25 CAD (ca. 38,70 Euro) und ist damit ca. 60 % günstiger als eine reguläre Monatskarte.[163]

### Kroatien
Die kroatische Eisenbahngesellschaft Hrvatske željeznice bietet Senioren ab 60 Jahren 50 % Rabatt, wenn sie im Besitz eines K-33S pass sind. Dieser kostet 50 HRK (ca. 6,60 Euro) und ist ein Jahr lang gültig. Er wird jedoch nur an kroatische Bürger mit Wohnsitz in Kroatien verkauft.
Die kroatische Eisenbahn kann 2025 von Rentnern und Personen ab 65 Jahren kostenlos genutzt werden. Voraussetzung ist der Besitz einer entsprechenden Smartcard.
- Zagreb: Seit Juni 2024 freie Beförderung von Residenten ab 65 Jahren.[166]

### Lettland
- Personen ab 75 Jahren, die ihren Wohnsitz im Verwaltungsgebiet von Riga haben, fahren gratis mit den öffentlichen Verkehrsmitteln der Stadt. Dies gilt auch altersunabhängig für nicht erwerbstätige Rentner mit Wohnsitz in Riga.[167]

### Liechtenstein
Beim Verkehrsbetrieb LIECHTENSTEINmobil, dem einzigen Nahverkehrsanbieter Liechtensteins, erhalten Senioren ab 65 Jahren eine Ermäßigung auf Wochen-, Monats- und Jahreskarten – so kostet etwa die landesweite Jahreskarte 280 (ca. 260 Euro) statt 370 Schweizer Franken (Stand 07/2025).

### Litauen
Bei der litauischen Bahngesellschaft LTG Link haben Senioren ab 70 Jahren 50 % Ermäßigung, ab 80 Jahren 80 %.
- Im ÖPNV von Vilnius erhalten Personen ab 80 Jahren eine Jahreskarte für 2,90 Euro. Außerdem erhalten Personen ab 80 Jahren alle Fahrscheine mit 80 % Rabatt, so dass z. B. ein Einzelfahrschein je nach Gültigkeitsdauer 20 bzw. 25 Cent kostet.[170]
- In Kaunas erhalten Senioren ab 70 Jahren 50 % Ermäßigung, ab 80 Jahren 80 %. Ein Einzelfahrschein kostet bei elektronischer Bezahlung 35 bzw. 14 Cent.[171]

### Luxemburg
Personen ab 60 Jahren konnten in Luxemburg eine Jahreskarte (Seniorekaart) für alle öffentlichen Verkehrsmittel (in der Société Nationale des Chemins de Fer Luxembourgeois nur in der 2. Klasse gültig) für 100 Euro erwerben. Diese Karte ist zum 29. Februar 2020 entfallen, da an diesem Tag die generelle Kostenfreiheit für öffentliche Verkehrsmittel – außer 1. Klasse-Tickets – eingeführt wurde.

### Malta
Einwohner Maltas können seit dem 1. Oktober 2022 unabhängig vom Alter die öffentlichen Verkehrsmittel gratis benutzen. Zuvor gab es bereits auf Bürger Maltas beschränkte Fahrpreisermäßigungen bzw. Freifahrt für Personen ab 60 bzw. 70 Jahren.

### Montenegro
Bei der montenegrinischen Bahngesellschaft Željeznički prevoz Crne Gore fuhren Senioren ab 75 Jahren gratis. Dafür ist eine K-5 ID card erforderlich. Diese kostet 5 Euro und ist 2 Jahre gültig. Mit einer bis Mai 2025 ausgestellten Karte fuhr man gratis. Mit einer später ausgestellten Karte erhält man 75 % Preisnachlass. Personen ab 65 Jahren können eine Jahreskarte für den landesweiten Bahnverkehr mit 90 % Ermäßigung erwerben, also für 38,50 Euro im Jahr.
- Podgorica: Freie Beförderung für Rentner und Personen ab 67 Jahren. Das Recht auf kostenlose Beförderung haben nur Personen sein, die einen Wohnsitz in Podgorica haben.[174]

### Niederlande
Benutzer der OV-chipkaart erhalten ab 65 Jahren eine Altersermäßigung von 34 %. Siehe auch: OV-chipkaart#Altersermäßigung

### Norwegen
Beim norwegischen Eisenbahnunternehmen Vy erhalten Senioren ab 67 Jahren eine 50%ige Ermäßigung.
- Im öffentlichen Nahverkehr in Oslo erhalten Senioren (ab 67 Jahren) alle Fahrkarten (Einzel-, Tages, Wochen-, Monats- und Jahreskarten) jeweils zum halben Preis, so dass z. B. eine 365-Tage-Karte 4.930 NOK (ca. 428 Euro) kostet.[176]

### Neuseeland
- Auckland: In Neuseeland wohnhafte Personen ab 65 Jahren mit einer AT HOP card, geladen mit einer SuperGold public transport concession, erhalten freie Beförderung im ÖPNV (an Werktagen erst ab 9 Uhr).[177]

### Polen
Intercityzüge der PKP Intercity können von Senioren ab 60 Jahren mit 30 % Ermäßigung benutzt werden.
In Nahverkehrszügen von Polregio  erhalten Senioren (ebenfalls ab 60 Jahren) 25 % Ermäßigung auf Einzelfahrscheine sowie 10 % Ermäßigung auf Wochen- und Monatskarten. Auch bei der niederschlesischen Eisenbahn Koleje Dolnośląskie erhalten Senioren ab 60 Jahren 25 % Ermäßigung auf Einzelfahrscheine. Bei der im Großraum Warschau verkehrenden Koleje Mazowieckie erhalten Senioren ab 60 Jahren 35 % Ermäßigung.
- In Bielsko-Biała fahren Senioren ab 65 Jahren gratis.[182]
- In Legnica werden seit 2025 Senioren (ab 65 Jahre) kostenlos befördert, beschränkt auf Residenten mit Legnica City Card.[183]
- In Poznań können Senioren ab 65 Jahren eine Jahreskarte für 90 PLN erwerben (ca. 21 Euro) – Senioren ab 70 Jahren fahren gratis.[184]
- In Stettin können Senioren ab 67 Jahren eine Jahreskarte für 105 PLN (ca. 24,50 Euro) erwerben.[185] Senioren ab 70 Jahren fahren gratis.[186]
- In Toruń fahren Senioren ab 65 Jahren gratis.[187]
- Bei den Warschauer Verkehrsbetrieben ZTM können Senioren ab 65 Jahren eine Jahreskarte für 50 PLN (ca. 12 Euro) erwerben.[188] Senioren ab 70 Jahren fahren gratis.[189]
- In Włocławek fahren Senioren ab 65 Jahren gratis.[190]
- Die Freifahrt für Personen ab 70 Jahren gibt auch es in vielen anderen polnischen Großstädten, in Breslau, Bydgoszcz und Lublin sogar bereits ab 65 Jahren.[191]

### Portugal
Bei der portugiesischen Eisenbahngesellschaft Comboios de Portugal zahlen Senioren ab 65 Jahren nur den halben Fahrpreis.
- Lissabon: Der ÖPNV kann seit dem 25. Juli 2022 von Einwohnern der Stadt ab 65 Jahren kostenlos benutzt werden.[193]
- Funchal: Seit 2024 freie Beförderung von Personen ab 65 Jahren. Voraussetzung ist ein Wohnsitz in Funchal.[194]

### Rumänien
- Bukarest: Alle Rentner mit ständigem Wohnsitz in Bukarest können Busse und Strassenbahnen der Stadt gratis benutzen.[195]
- Cluj-Napoca: Freie Fahrt für Rentner.[196]

### Schweden
Beim schwedischen Eisenbahnunternehmen Snälltåget erhalten Senioren (ab 60 Jahre) 20 % Rabatt. Gemeinsam reisende Senioren erhalten 25 % Rabatt.
- Schonen: Bei der Verkehrsgesellschaft Skånetrafiken erhalten Senioren (ab 70 Jahren) 25 % Rabatt auf alle Tickets.[198]
- Stockholm: Personen ab 65 Jahren erhalten ca. 30 % Ermäßigung auf alle Fahrkarten. So kostet eine Einzelfahrkarte z. B. statt 43 SEK (3,70 Euro) 26 SEK (ca. 2,30 Euro).[199]
- Uppsala: Für ortsansässige Senioren ab 70 Jahren gibt es eine subventionierte Jahreskarte. Sie kostet 4.200 SEK (ca. 371 Euro).[200]

In vielen Gemeinden im südlichen Schweden können ortsansässige Senioren den ÖPNV gratis benutzen. Das Mindestalter beträgt zwischen 65 und 75 Jahren. Die entsprechenden Seniorenkarten gelten an Werktagen oft nur zeitlich eingeschränkt. Beispiele:
- Göteborg: Senioren ab 65 Jahren haben mit der Seniorkort freie Fahrt auf den Bussen und Fähren von Västtrafik sowie auf der S-Bahn Pendeltåg. Die Freifahrt gilt an Werktagen zwischen 6 und 8:30 Uhr sowie zwischen 15 und 18 Uhr nicht.[201]
- Helsingborg: Senioren ab 75 Jahren haben mit dem Seniorbiljett freie Fahrt. Die Freifahrt gilt an Werktagen zwischen 4 und 9 Uhr sowie zwischen 15 und 18 Uhr nicht.[202]
- Malmö: Senioren ab 70 Jahren haben mit der Jojo Senior-Karte freie Fahrt. Die Freifahrt gilt an Werktagen zwischen 4 und 9 Uhr sowie zwischen 15 und 18 Uhr nicht.[203]

### Schweiz
Das Generalabonnement der Schweizerischen Bundesbahnen erhalten Senioren ab 64 bzw. 65 Jahren (Frauen/Männer) ca. 25 % günstiger. Aktuell (2024) kostet es bei Einmalzahlung 3.040 CHF (3.171 Euro) im Jahr.
- In Genf gewährt die Transports publics genevois Ermäßigungen zwischen 10 und 30 % für Fahrgäste ab 64/65 Jahren.[205] Seit 2025 erhalten Empfänger von Renten aus der Alters- und Hinterlassenenversicherung einen Zuschuss von 50 % auf Jahres- und Monatsabonnemente, so dass z. B. das Jahresabonnement in der 2. Klasse nur 200 CHF kostet (ca. 214 Euro).[206]
- Im Libero-Tarifverbund erhalten Senioren ab 64/65 Jahren ca. 25 % Ermäßigung auf Monats- und Jahresabonnements.[207]
- Im Verkehrsverbund Tarifverbund Nordwestschweiz wird ein Senioren- und IV-U-Abonnement als Monats- oder Jahres-Abo angeboten. Dieses kann ab 64 Jahren (Frauen) bzw. 65 Jahren (Männer) genutzt werden.[208]

### Serbien
- Belgrad: Personen über 65 Jahre hatten Anspruch auf eine kostenlose lebenslange personalisierte ÖPNV-Karte.[209] Dies war jedoch nur kurze Zeit relevant, da der ÖPNV Belgrads seit Januar 2025 für alle kostenfrei ist.[210]
- Niš: Seit Mai 2024 Freie Beförderung von Einwohnern ab 65 Jahren.[211] Dies endete zum 1. Juli 2025, da zu diesem Zeitpunkt die kostenlose Beförderung für alle eingeführt wurde.[212]

### Singapur
55 % Ermäßigung auf Einzelfahrkarten für Senioren (ab 60 Jahre, nur für Bürger Singapurs) mit der PAssion Silver Concession Card. Auch der Hybrid Monthly Concession Pass, eine Monatskarte für den ÖPNV für 58 SGD (ca. 39,80 Euro), ist damit erhältlich.

### Slowakei
Die slowakische Eisenbahn Železničná spoločnosť Slovensko befördert alle Personen ab 62 Jahren kostenlos (außer in IC- und Railjet-xpress-Zügen). Es muss jedoch zuvor ein Freifahrtausweis an einem Fahrkartenschalter ausgestellt werden.
- In Bratislava zahlen Personen ab 63 Jahren den halben Preis für ÖPNV-Tickets.[215] Personen ab 70 Jahren fahren gratis, müssen sich zuvor jedoch einen SeniorPas ausstellen lassen.[216]
- In Košice fahren Personen ab 70 Jahren gratis. Personen ab 62 Jahren erhalten Einzelfahrkarten und einige Zeitkarten mit 50 % Ermäßigung.[217]
- In Prešov erhalten Einwohner ab 62 Jahren seit Oktober 2023 eine Jahreskarte zum symbolischen Preis von 1 Euro.[218] Slowakische Bürger ab 70 Jahren fahren gratis.[219]
- In Žilina erhalten Personen ab 65 Jahren eine Jahreskarte für 50 Euro, Personen ab 70 Jahren fahren kostenlos.[220]

### Slowenien
Die slowenische Eisenbahngesellschaft Slovenske železnice bietet für Senioren ab 65 Jahren eine „Seniors Railcard“ zum Preis von 10 Euro an (beschränkt auf EU-Bürger). Damit erhält man ein Jahr lang 30 bis 50 % Preisnachlass auf Strecken innerhalb Sloweniens sowie 50 % auf Verbindungen nach Kroatien.
Seit Juli 2020 ist es für Rentner und generell für nicht mehr erwerbstätige Personen ab 65 Jahren möglich, sich eine Jahreskarte zur kostenlosen Benutzung der Eisenbahn, der Fernbusse und des ÖPNV in Slowenien ausstellen zu lassen. Die Karte gilt für ein Jahr und kostet bei direkter Ausstellung eine Gebühr von 3,60 Euro.

### Spanien
Bei der spanischen Bahngesellschaft RENFE erhalten Senioren (ab 60 Jahren) für 6 Euro (15 Euro mit 3-jähriger Gültigkeit) die Tarjeta Dorada, mit der man 25 bis 40 % Ermäßigung auf den regulären Fahrpreis erhält.
- In Almuñécar fahren Residenten ab 65 Jahren seit Ende April 2022 kostenlos mit den lokalen Bussen.[224]
- In Galicien können Busse von Residenten ab 65 Jahren seit 2024 gratis benutzt werden.[225]
- In Madrid fahren Personen ab 65 Jahren seit 2023 gratis.[226]
- Einwohner von Torrevieja, die 65 Jahre alt sind und mindestens seit einem Jahr dort leben, können die örtlichen Busse mit der Karte Bono ORO kostenlos benutzen.[227]
- Einwohner von Valencia, die mindestens 65 Jahre alt sind, erhalten den ÖPNV-Jahrespass Bono Oro für 20 Euro.[228]

### Südkorea
Seit 1984 können die U-Bahnen Südkoreas von Personen ab 65 Jahren kostenlos benutzt werden (gilt nur Personen mit Wohnsitz in der jeweiligen Stadt).
Bei der Eisenbahn in Südkorea erhalten Senioren ab 65 Jahren 30 % Rabatt an Werktagen. Beim Zugtyp Mugunghwa, etwa dem deutschen Interregio vergleichbar, erhalten Senioren 30 % Rabatt an Samstagen, Sonn- und Feiertagen.

### Tschechien
Bei der tschechischen Eisenbahngesellschaft České dráhy erhalten Personen ab 65 Jahren 50 % Ermäßigung auf Einzelfahrkarten und Hin- und Rückfahrkarten. Auch in der 2. Klasse der Züge von Regiojet sowie in den Bussen von Regiojet erhalten Personen ab 65 Jahren 50 % Ermäßigung. Dies gilt in Bussen auch für internationale Verbindungen, in internationalen Zügen nur für den Streckenteil in Tschechien.
- In Brünn haben Personen ab 70 Jahren freie Fahrt im ÖPNV.[233] Senioren zwischen 65 und 69 Jahren erhalten Zeitkarten zum halben Preis.[234]
- In Budweis fahren Senioren ab 70 Jahren gratis. Senioren ab 65 Jahren erhalten ermäßigte Zeitkarten, so etwa eine Jahreskarte für 500 CZK (19,90 Euro).[235]
- In Cheb können Rentner ab 65 Jahren eine Jahreskarte für 300 CZK (ca. 11,90 Euro) erwerben.[236]
- In Decin fahren Senioren ab 70 Jahren gratis. Senioren zwischen 65 und 69 Jahren zahlen den halben Preis.[237]
- In Hradec Kralove erhalten Senioren ab 65 Jahren 50 % Ermäßigung. Senioren ab 70 Jahren erhalten eine Jahreskarte für 100 CZK (4 Euro).[238]
- In Liberec erhalten Personen ab 65 Jahren 50 % Ermäßigung. Jahreskarten sind um 75 % ermäßigt und kosten 990 CZK (ca. 39,40 Euro). Personen ab 70 Jahren fahren gratis.[239]
- In Olmütz haben alle Personen ab 65 Jahren freie Fahrt – hierfür ist lediglich ein Ausweis oder Reisepass als Altersnachweis vorzulegen.[240]
- In Ostrava werden Personen ab 65 Jahren gratis befördert. Senioren im öffentlichen Nahverkehr von Ostrava müssen nicht nur ihr Alter mit ihrem Personalausweis nachweisen, sondern auch regelmäßig einen kostenlosen Coupon auf die ODIS-Karte – eine kontaktlose Chipkarte – laden.[241]
- In Pardubice ist der Nahverkehr für Personen ab 70 Jahren kostenlos. Für Personen ab 65 Jahren gibt es ermäßigte Tarife.[242]
- Pilsen: Kostenloser Nahverkehr für Senioren (ab 65 Jahre).[243]
- In Prag fahren Senioren von 60 bis 64 Jahren mit 50 bis 75 % Ermäßigung. So kostet etwa eine Jahreskarte 1.280 CZK (ca. 50,90 Euro). Als Altersnachweis genügt bei Einzel- und Tagesfahrkarten der Pass oder Ausweis. Monats- und Jahreskarten gelten nur in Verbindung mit einem PID-Seniorpass, der zuvor erworben werden muss. Dieser kostet 20 CZK (ca. 80 Cent). Senioren, die mindestens 65 Jahre alt sind, fahren kostenlos, wenn sie mit einem Personalausweis oder Reisepass ihr Alter nachweisen können (d. h., ein PID-Seniorpass ist nicht mehr erforderlich).[244]
- In der Region Zlínský kraj werden Senioren ab 75 Jahren seit dem 15. Juni 2025 kostenlos in Regionalbussen und Regionalzügen befördert.[245]

### Türkei
Bei der türkischen Eisenbahngesellschaft Türkiye Cumhuriyeti Devlet Demiryolları erhalten Senioren ab 60 Jahren 15 % Rabatt, ab 65 Jahren 50 %. Verkehrsmittel des öffentlichen Nahverkehrs können von türkischen Staatsbürgern ab 65 Jahren kostenlos benutzt werden.

### Ukraine
Rentner werden seit 1993 kostenlos im ÖPNV befördert.

### Ungarn
In Ungarn kann die 2. Klasse der Eisenbahn von Personen ab 65 Jahren grundsätzlich kostenlos benutzt werden. Busse der Firma Volán können ebenfalls von Personen ab 65 Jahren kostenlos benutzt werden.
- Der ÖPNV von Budapest kann von Personen ab 65 Jahren kostenlos benutzt werden.[252] Rentner unterhalb dieses Alters erhalten eine Monatskarte für 3.330 HUF (ca. 8,20 Euro).
- Der ÖPNV von Debrecen kann von Personen ab 65 Jahren kostenlos benutzt werden.[253]

### Usbekistan
Die Metro Taschkent kann seit April 2023 von Rentnern ohne zeitliche Beschränkung kostenlos genutzt werden. Die kostenlose Benutzung ist bereits seit 2017 möglich, war jedoch zunächst auf die Zeit von 10 bis 16 Uhr beschränkt.

### Vereinigtes Königreich
Bei der National Rail können Personen ab 60 Jahren eine Senior Railcard zum Preis von 35 Pfund (ca. 40,80 Euro) erwerben, mit der man, mit kleinen Einschränkungen, ein Jahr lang einen Rabatt von 1/3 auf den regulären Fahrpreis erhält. Mit 3-jähriger Gültigkeit kostet die Karte 80 Pfund.
- Senioren ab 60 Jahren, die in London leben, erhalten die Oyster-Card für den ÖPNV gratis. Diese gilt jedoch an Werktagen erst ab 9 Uhr, bei der National Rail ab 9:30 Uhr. Für die Ausstellung der Karte wird eine einmalige Gebühr von 20 Pfund (ca. 23,60 Euro) erhoben.[256]
- Bewohner Nordirlands erhalten dort ab 60 Jahren mit dem 60+ SmartPass freie Fahrt in Bussen und Bahnen. Senioren ab 65 Jahren, die in Nordirland leben, erhalten einen Senior (65+) SmartPass, welcher anders als der 60+ SmartPass auch in der Republik Irland gilt. Beide Pässe sind kostenlos.[257]
- Bewohner Schottlands ab dem Alter von 60 Jahren erhalten  die National Entitlement Card, mit der sie sie gratis alle städtischen Busse und Fernbusse in Schottland benutzen können.[258]
- Auch in England und Wales gibt es Buspässe für Senioren, die zur Freifahrt berechtigen. In Wales beträgt das Mindestalter 60 Jahre,  in England ist es das State Pension age (Stand 2024: 66 Jahre). In England gelten Buspässe für Senioren an Werktagen nur zwischen 9:30 Uhr und 23 Uhr.[259] In Wales gilt die Freifahrt auch auf einigen Bahnlinien, jedoch z. T. nur zwischen Oktober und März (so etwa auf der Heart of Wales Line).[260]

### Vereinigte Staaten
Im Zügen der Bahngesellschaft Amtrak erhalten Senioren ab 65 Jahren 10 % Rabatt. In Zügen, die die kanadische Grenze überqueren, wird der Rabatt bereits ab 60 Jahren gewährt.
- In Anchorage werden Senioren ab 60 Jahren am Mittwoch gratis befördert.[262] An anderen Tagen erhalten sie 50 % Ermäßigung auf alle Arten von Tickets, so dass z. B. ein Jahrespass 330 USD kostet (ca. 290,30 Euro). Ein Einzelfahrschein kostet 1 USD (ca. 0,86 Euro).[263]
- In Austin erhalten Senioren ab 65 Jahren 50 % Rabatt, so dass ein innerstädtischer Einzelfahrschein 0,60 USD kostet (0,55 Euro).[264]
- Im Berks County werden Senioren (ab 65 Jahren) gratis befördert. Notwendig dafür ist der Besitz einer PA Department of Transportation Senior Citizen ID Card.[265]
- In Boston erhalten Senioren ab 65 Jahren vergünstigte Fahrten mit der Senior CharlieCard. Einzelfahrten sind um 50 % reduziert, eine 30-Tage-Karte kostet 30 USD (27,60 Euro) statt regulär 90 USD.[266]
- Cape Cod: Seit Februar 2024 freie Beförderung für Personen ab 60 Jahren.[267]
- Colorado Springs: Senioren ab 60 Jahren erhalten 50 % Rabatt auf Einzelfahrkarten und Monatskarten. Eine Einzelfahrkarte kostet 0,85 USD (0,75 Euro), eine Monatskarte 31 USD (ca. 27,30 Euro).[268]
- Denver: Senioren ab 65 Jahre zahlen den halben Preis für 3-Stunden-Karten und Tageskarten. Monatskarten sind ca. 70 % ermäßigt und kosten 27 USD (ca. 26,10 Euro).[269]
- Gainesville (Florida): Seit 2021 kostenloser ÖPNV für alle ab 65 Jahren.[270]
- Houston: Senioren von 65 bis 69 Jahren zahlen mit der METRO Q® Fare Card 0,60 Cent USD (0,55 Euro) pro Fahrt. Senioren ab 70 Jahren fahren mit der METRO Q® Fare Card gratis.[271]
- Bei der Metro Los Angeles, welche auch die Nahverkehrsbusse in Los Angeles betreibt, erhalten Senioren ab 62 Jahren einen deutlichen Rabatt – Senioren zahlen in 7 Tagen maximal 5 USD (ca. 4,65 Euro) statt regulär 18 USD (7-Tage-Kappungsgrenze).[272] Eine Einzelfahrt kostet 0,35 bzw. 0,75 USD (0,32 bzw. 0,69 Euro).
- In New Mexico erhalten Senioren ab 60 Jahren ca. 50 % Rabatt auf Fahrkarten des zwischen Santa Fe und Albuquerque verkehrenden Rail Runner Express. Mittwochs fahren Senioren gratis.[273]
- In New Orleans erhalten Priority Rider (Personen ab 65 Jahren, Veteranen und Behinderte) stark ermäßigte Fahrkarten. Eine Einzelfahrt kostet 0,40 USD (0,37 Euro), eine 31-Tage-Karte 14 USD (12,92 Euro).[274]
- Bei der Metropolitan Transportation Authority des Staates New York erhalten Senioren ab 65 Jahren mit einer Reduced-Fare MetroCard 50 % Rabatt. So kostet z. B. die Fahrt mit der New York City Subway 1,45 USD (ca. 1,40 Euro). Dies gilt jedoch auf bestimmten Eisenbahnlinien, etwa der Metro-North Railroad, nur außerhalb der morgendlichen Hauptverkehrszeit.[275]
- Auf der Insel Maui fahren Personen ab 55 Jahren seit März 2024 gratis.[276]
- In Philadelphia werden Senioren ab 65 Jahren mit der SEPTA Senior Fare Card gratis befördert.[277]
- In Portland (Oregon) erhalten Senioren ab 65 Jahren 50 % Rabatt auf Einzelfahrscheine. Maximal zahlen sie 28 USD im Monat (25,70 Euro).[278]
- Raleigh (North Carolina): Freier ÖPNV für Senioren (ab 65 Jahre) mit GoRaleigh ID Card.[279]
- San Antonio:  Senioren mit einem VIA-Ermäßigungsausweis zahlen Montag bis Freitag zwischen 9 und 15 Uhr 25 Cent pro Fahrt. An Wochenenden ist die ÖPNV-Benutzung gratis. Den VIA-Ermäßigungsausweis erhalten Personen ab 62 Jahren.[280]
- San Diego: Es gibt Fahrkarten zum halben Preis (1,25 Dollar für eine Einzelfahrkarte) für Personen ab 65 Jahren. Eine Monatskarte für einen Kalendermonat kostet 23 USD (20,59 Euro).[281]
- San Francisco: In San Francisco lebende Senioren ab 65 Jahren mit niedrigem und mittlerem Einkommen werden in Verkehrsmitteln der San Francisco Municipal Railway gratis befördert (die Einkommensgrenze für einen 1-Personen-Haushalt liegt bei 109.100 Dollar im Jahr (94.104 Euro)).[282] Senioren ohne Freifahrtausweis zahlen 1,40 bzw. 1,50 USD für eine Einzelfahrkarte.[283]
- Sonoma-Marin Area Rail Transit: Die Bahnstrecke in Kalifornien kann von Personen ab 65 Jahren kostenlos benutzt werden. Ein Fahrschein ist nicht erforderlich.[284]
- In der Region Tri-Cities (Washington) haben Senioren (ab 65 Jahre) mit einem entsprechenden Pass freie Fahrt.[285]